# Leah Lewis
Leah Lewis, née le 9 décembre 1996 à Shanghai (Chine),, est une actrice américaine d’origine chinoise.
Elle est notamment connue pour le rôle de George Fan dans la série télévisée Nancy Drew, adaptée de la série littéraire Alice Roy, ainsi que pour celui d'Ellie Chu dans le film Si tu savais et la voix d'Ember Lumen dans le film d'animation Pixar Élémentaire.

## Biographie

### Enfance
Leah Lewis a été adoptée à l'âge de huit mois par une famille américaine dans un orphelinat à Shanghai en Chine. Elle grandit ensuite à Gotha dans l'état de Floride avec sa petite sœur non biologique qui a été adoptée plus tard dans le même orphelinat,.
Elle découvre le métier d'actrice à l'école élémentaire Thornebrooke et continue sa scolarité à la Crenshaw School. Durant ses années adolescentes, elle vit entre Los Angeles et Orlando où elle étudie au lycée Olympia.

### Carrière
Après plusieurs petits rôles à la télévision et dans des courts-métrages, elle signe en 2012 pour rejoindre le pilote de la série télévisée Madison High, un spin-off de la franchise à succès High School Musical. La série aurait marquée son premier rôle majeur. Néanmoins, le pilote ne satisfait pas Disney Channel qui décide ne pas commander la série.
En 2013, elle participe à la quatrième saison de l'émission The Voice mais ne dépasse pas l'épreuve des auditions à l'aveugle.
En 2016, elle obtient son premier rôle récurrent dans la web-série Sing It! puis devient l'un des personnages principaux de la seconde saison de web-série Guidance, produite par Michelle Trachtenberg. 
En 2018, elle apparaît dans les premiers épisodes de Charmed, reboot de la série télévisée du même titre, diffusé sur The CW, L'année suivante, elle rejoint la distribution de la série télévisée Nancy Drew, une adaptation de la série littéraire connue sous le titre d'Alice Roy en France. La série marque le premier rôle majeur de sa carrière. Elle y interprète George Fan, la manager d'un restaurant qui se retrouve mêlée à une sombre affaire de meurtre.
En 2020, elle est le personnage principal du long-métrage Si tu savais... d'Alice Wu. Distribué par le service Netflix, le film suit le quotidien de Ellie Chu, une adolescente américaine d'origine asiatique et victime de moqueries qui va en apprendre plus sur elle quand elle va aider un camarade à séduire une fille.

## Filmographie

### Cinéma

#### Films
- 2001 : De drôles d'oiseaux (Rare Birds (en)) de Sturla Gunnarsson : Bette
- 2007 : Nanking  de Bill Guttentag et Dan Sturman : la fille à la bannière
- 2020 : Si tu savais... (The Half of It) d'Alice Wu : Ellie Chu
- 2020 : How to Deter a Robber de Maria Bissell : Heather Williams
- 2023 : Sur La Bonne Voie (Tripped Up) de Shruti Ganguly : Lizzy

#### Films d'animation
- 2023 : Élémentaire : Ember Lumen (voix originale)
- 2024 : La Légende du tigre : Räv (voix originale)
- 2024 : Vice-versa 2 : Ennui (voix originale)

#### Courts-métrages
- 2005 : Lullaby  de Jackie Huang : Alice jeune
- 2006 : Circumstance  de Lena Khan : la fille vietnamienne
- 2007 : Gua zi  de MiQi Huang : Mei
- 2023 : Cupcakes de Brit Morgan : Della

### Télévision

#### Téléfilms
- 2012 : Fred 3 : Camp Fred : Spoon (téléfilm)
- 2018 : Playing Dead : Cassie

### Séries télévisées
- 2006 : Old Christine : Tess (saison 2, épisode 1)
- 2012 : Madison High : Peyton Hall
- 2015 : Guide de survie d'un gamer (Gamer's Guide to Pretty Much Everything) : Lika (saison 1, 2 épisodes)
- 2016 : Best Friends Whenever : Alex (saison 2, épisode 4)
- 2016 : Sing It!  (web-série) : Sophie Chu (6 épisodes)
- 2016 : Guidance  (web-série) : Liddy (9 épisodes)
- 2018 : My Dead Ex  (web-série) : Amber (saison 1, épisode 5)
- 2018 : Light as a Feather : Gabby Darwish (saison 1, épisode 9)
- 2018 : Good Doctor (The Good Doctor) : Katherine « Kitty » Kwon (saison 2, épisode 4)
- 2018 : Charmed : Angela Wu (saison 1, 3 épisodes)
- 2019 : Grey's Anatomy : Station 19 (Station 19) : Shannon (saison 2, 2 épisodes)
- 2019 : The Gifted : Clarice Fong / Blink jeune (saison 2, épisode 12)
- 2019 - 2023 : Nancy Drew : George Fan
- 2022 : Batwheels : Cassandra Cain / Batgirl (voix originale)
- 2024 : Matlock : Sarah Franklin (10 épisodes)

### Clips vidéo
- 2005 : Love Generation de Bob Sinclar feat. Gary Pine (en)
- 2018 : Incontrami de Laci Mercede

## Distinctions

### Nominations
- 2013 : Young Artist Awards : Meilleure actrice dans un téléfilm, mini-série, special pour Fred 3 : Camp Fred
- 2016 : Young Artist Awards : Meilleure actrice invitée dans une série télévisée pour Guide de survie d'un gamer
- 2016 : Young Entertainer Awards : Meilleure actrice invitée - Série télévisée pour Best Friends Whenever
- 2020 : Indiana Film Journalists Association, US : Surprise de l'année pour Si tu savais...
- 2020 : Indiana Film Journalists Association, US : Meilleure actrice pour Si tu savais...

### Récompenses
- 2021 : Gold List Award : Meilleure actrice pour Si tu savais...